# Henkjo ricuban
Henkjo ricuban (変距率盤), doslova přístroj pro výpočet poměru změny vzdálenosti, byl jeden z prostředků řízení palby na válečných lodích japonského císařského námořnictva ve dvacátých a třicátých letech 20. století. Sloužil k predikci vzdálenosti cíle pro nastavení náměru a odměru vlastních lodních kanónů, neboť změna vzdálenosti za časovou jednotku obecně není konstantní: například jestliže se loď a cíl k sobě přibližují, vzdálenost klesá, ale rozdíl vzdáleností je tím menší, čím jsou loď a cíl k sobě blíž. V okamžiku, kdy se míjí, se vzdálenost téměř nemění (rozdíl vzdáleností se blíží nule), až začne naopak narůstat, jak se loď a cíl začnou od sebe vzdalovat.
Spolu s kjori tokei (距離時計 ~ vzdálenostní hodiny) doplňoval sokutekiban typu 13 a byl spolu s nimi instalován na sokuteki šo (測敵所 ~ plošina pro sledování cílů a řízení palby, zpravidla jedna z nejvýše umístěných platforem můstku).
První henkjo ricuban, označený jako model A, sestrojila firma Aiči v Nagoji, zabývající se hodinami a elektromotory. Dalším vývojem z něj vznikl henkjo ricuban typu 11, který byl přijat do výzbroje císařského námořnictva v roce 1922 a následně používán až do příchodu sokutekiban typu 92 ve třicátých letech.